# Liste der Bodendenkmale in Esens
In der Liste der Bodendenkmale in Esens sind die Bodendenkmale der niedersächsischen Gemeinde Esens aufgeführt. Die Quelle ist der Denkmalatlas Niedersachsen.
- Bitte beachten Sie, dass diese Liste keinen Anspruch auf Vollständigkeit erhebt.
- Die Angaben ersetzen nicht die rechtsverbindliche Auskunft der zuständigen Denkmalschutzbehörde.
- Es sind nur Daten aus dem Denkmalatlas verarbeitet.
- Der Stand der Liste ist der 4. Mai 2025.

Esens im Landkreis Wittmund

## Allgemein
In den Spalten finden sich folgende Informationen des Bodendenkmales:
| Lage         | geographische Koordinaten                                                           |
| Bezeichnung  | Bezeichnung lt. Denkmalatlas                                                        |
| Beschreibung | Beschreibung lt. Denkmalatlas                                                       |
| ID           | Objekt-ID                                                                           |
| Bild         | Bild, ggf. zusätzlich mit Link zu weiteren Fotos im Medienarchiv Wikimedia Commons. |

## Esens
| Lage                        | Bezeichnung         | Beschreibung                                                                                                   | ID       | Bild |
| --------------------------- | ------------------- | --- | -------- | ---- |
| 53° 38′ 23″ N, 7° 37′ 45″ O | Esens 63, Grabhügel | Durchmesser ca. 20 m und Höhe ca. 1,8 m. Ebenmäßig und hoch gewölbt. Rand abgesetzt, mit flachen Einsenkungen. | 28987003 | BW   |